# George S. Boutwell
George Sewall Boutwell, né le 28 janvier 1818 à Brookline (Massachusetts) et mort le 27 février 1905 à Groton (Massachusetts), est un homme politique américain. Membre du Parti démocrate puis du Parti républicain, il est gouverneur du Massachusetts entre 1851 à 1853, représentant du même État entre 1863 à 1869, secrétaire du Trésor entre 1869 et 1873 dans l'administration du président Ulysses S. Grant puis sénateur du Massachusetts entre 1873 et 1877.

## Biographie
Il semble avoir été bénéficiaire de pots-de-vin du financier Jay Cooke.